# Chlorostilbon olivaresi
La esmeralda del Chiribiquete o esmeralda de Chiribiquete (Chlorostilbon olivaresi) es una especie de ave apodiforme de la familia Trochilidae —los colibríes— perteneciente al género Chlorostilbon. Es endémica de Colombia.

## Distribución y hábitat
Se encuentra únicamente en una restringida región en la sierra de Chiribiquete, en los departamentos de Guaviare y Caquetá, en el centro sur de Colombia.
Esta especie es el colibrí más común en su inusual hábitat insular, compuesto de matorrales abiertos y vegetación parecida a la sabana en las mesetas planas de las regiones media y alta de la Sierra de Chiribiquete; cierta penetración en los bosques adyacentes donde el suelo es más profundo, pero no en los bosques más altos de las tierras bajas circundantes. Entre 250 y 600 m de altitud.

## Descripción
Mide alrededor de 8 cm y su peso ronda los 4 g, siendo el macho ligeramente más grande y pesado que la hembra. Su pico es recto y grueso, su plumaje es verde metálico con las plumas primarias de las alas y cola de color verde oscuro, casi negro.

## Sistemática

### Descripción original
La especie C. olivaresi fue descrita por primera vez por el ornitólogo colombiano F. Gary Stiles en 1996 bajo el mismo nombre científico; su localidad tipo es: «Valle de los Menhires, Sierra de Chiribiquete, Depto. del Caquetá, Colombia, 0°56'N 72°42'W»; el holotipo, un macho adulto recolectado el 24 de noviembre de 1992, se encuentra depositado en el Instituto de Ciencias Naturales del Museo de Historia Natural de la Universidad Nacional de Colombia en Bogotá, bajo el número ICNMHN 31266.

### Etimología
El nombre genérico masculino «Chlorostilbon» se compone de las palabras del griego «khlōros» que significa ‘verde’, y «stilbōn» que significa ‘brillante’, un epíteto del planeta Mercurio; y el nombre de la especie «olivaresi», conmemora al pionero ornitólogo colombiano Fr. Antonio Olivares.

### Taxonomía
Es monotípica.